# Xylopteryx sima
Xylopteryx sima är en fjärilsart som beskrevs av Louis Beethoven Prout 1926. Xylopteryx sima ingår i släktet Xylopteryx och familjen mätare. Inga underarter finns listade i Catalogue of Life.